# Pont d'accès à l'aire de Chavanon
Pour les articles homonymes, voir Chavanon (homonymie).

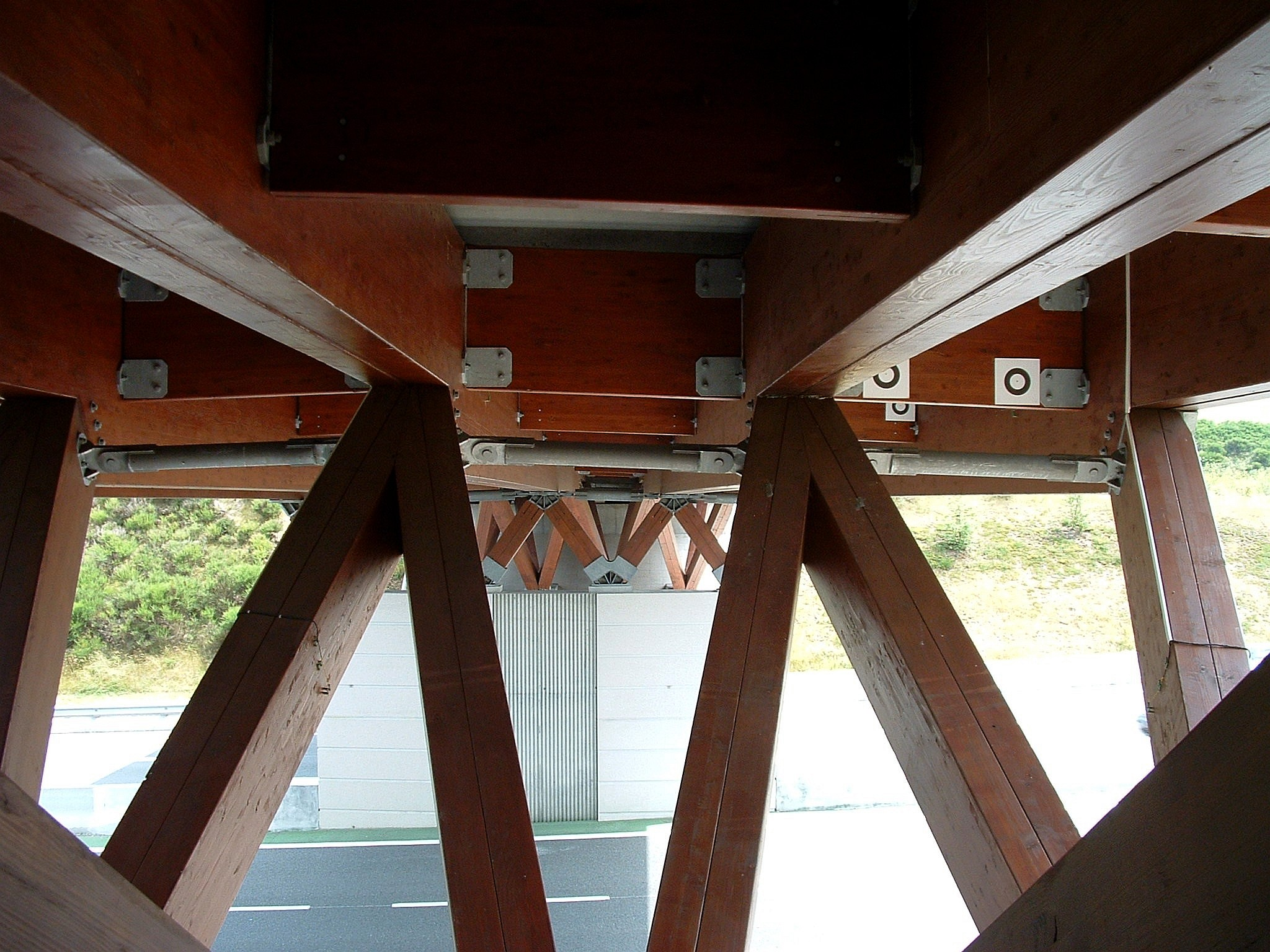
Vue des structures des appuis

Le pont d'accès à l'aire de Chavanon a été construit en 2002 sur l'autoroute A89, près de Merlines, pour permettre l'accès à l'aire de Chavanon, situé près du viaduc du Chavanon.
Cet ouvrage construit en 2001 a la particularité d'être un des rares ponts utilisant le bois comme matériau structurel en France.

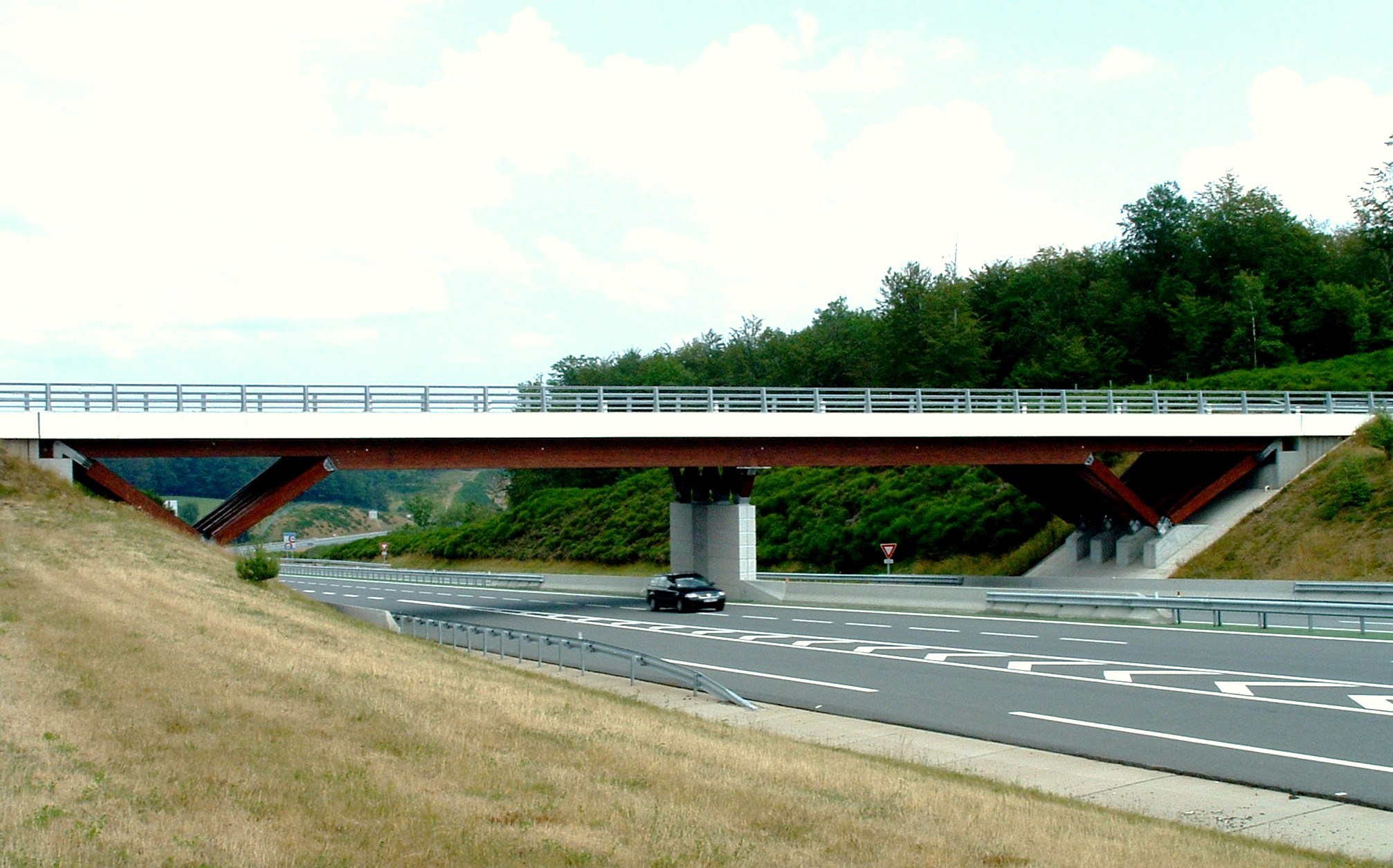
Ensemble

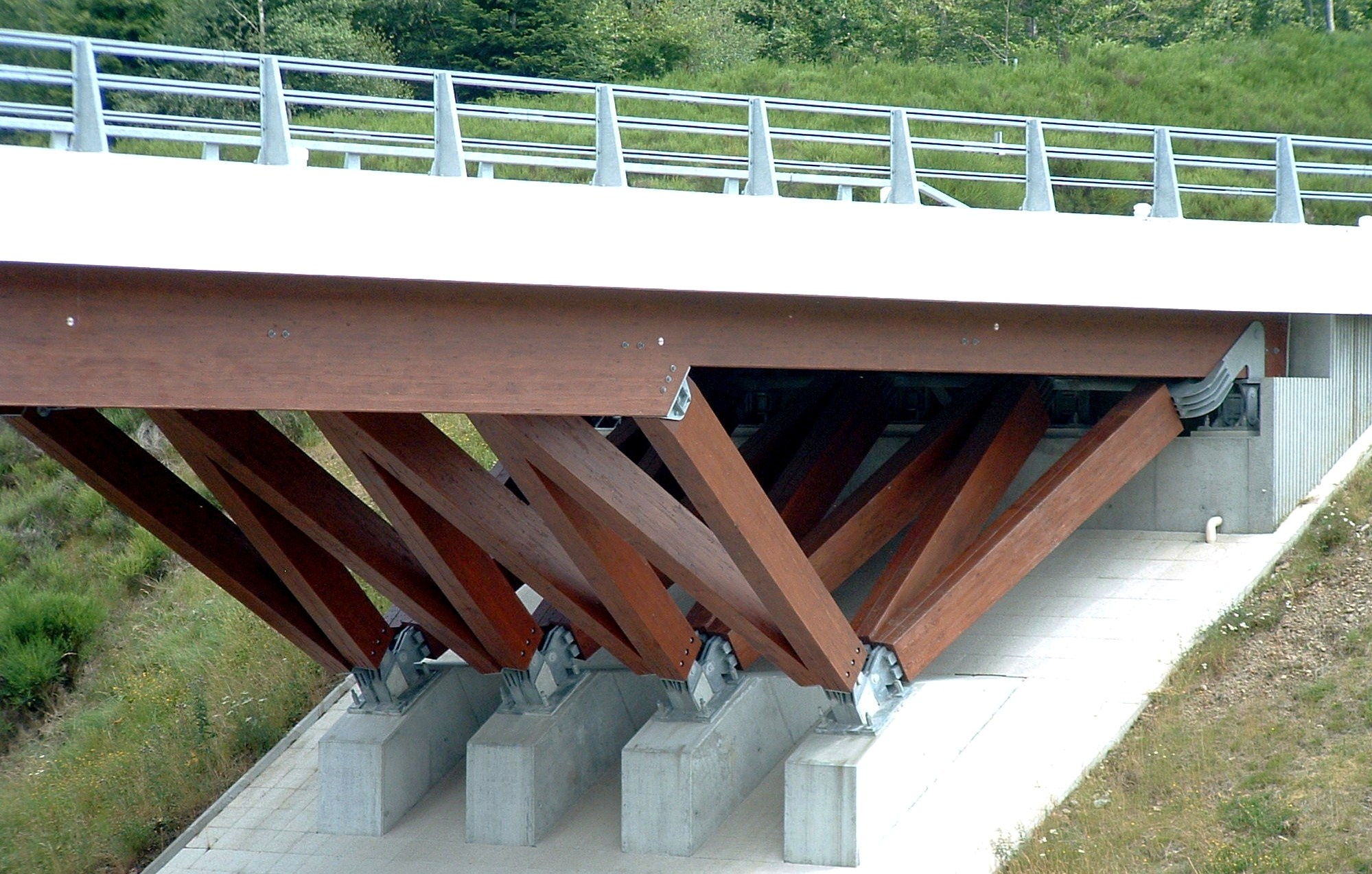
Appuis sur culée

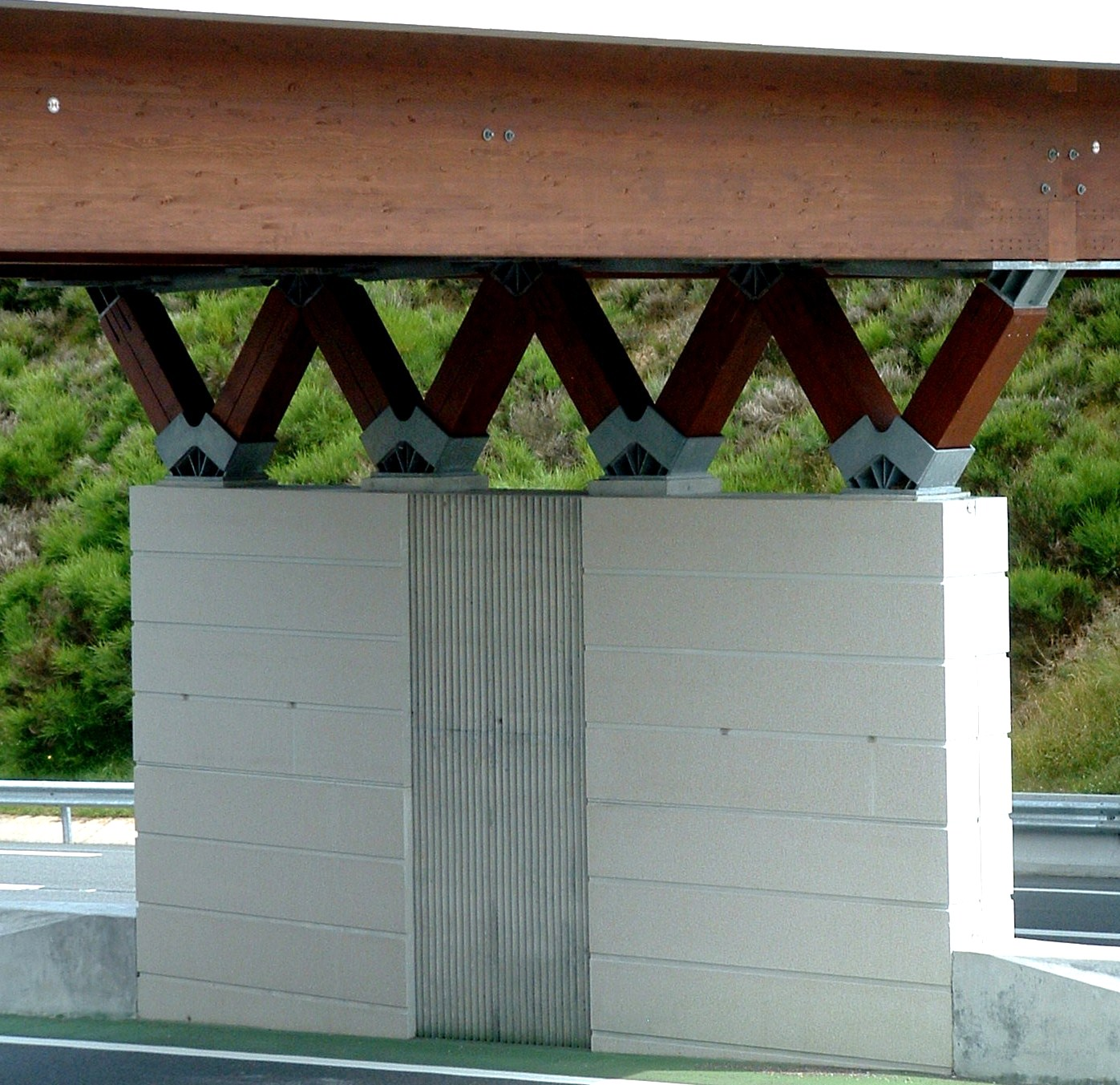
Pile centrale

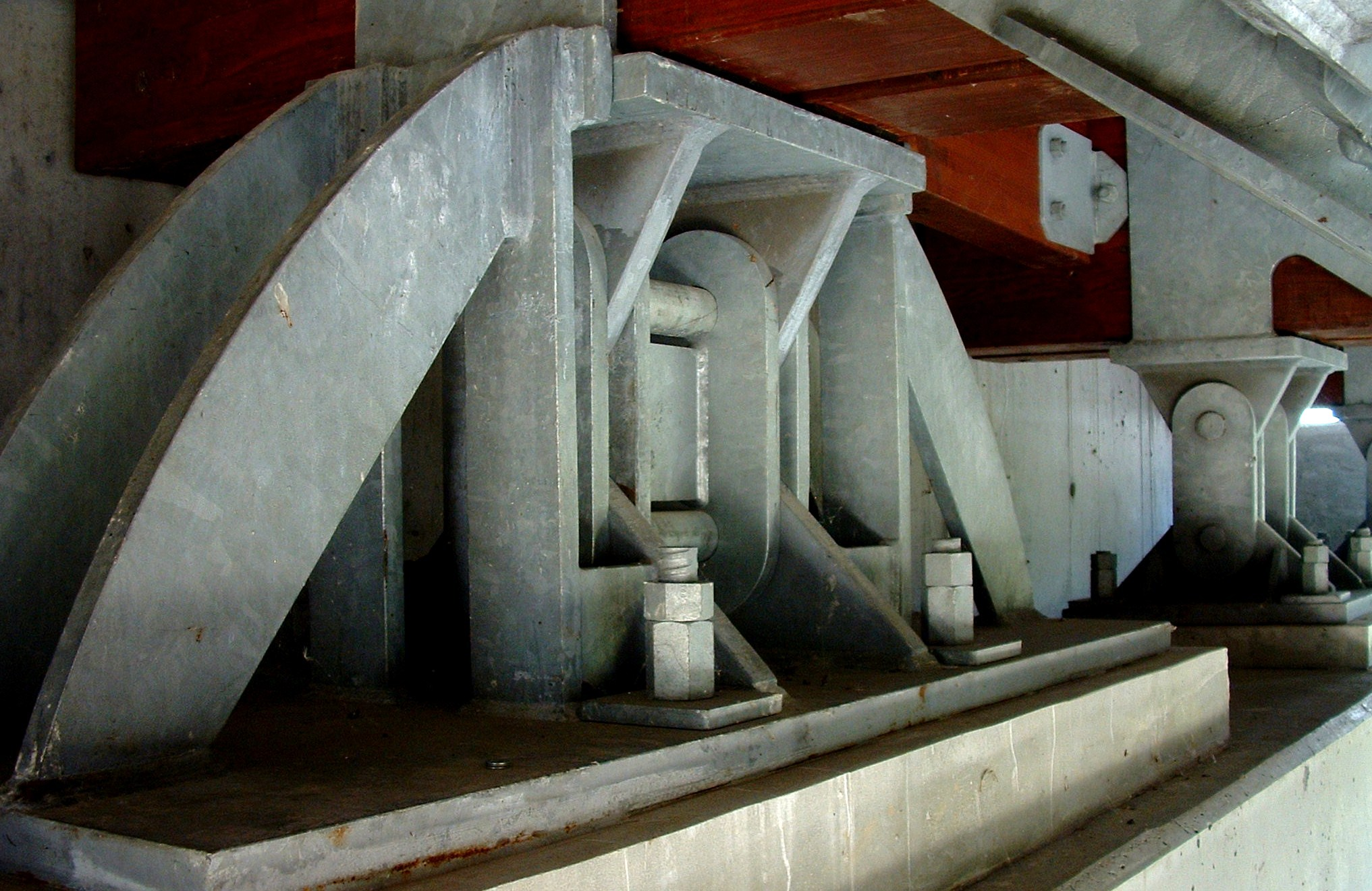
Appareils d'appui sur culée permettant le blocage des déplacements transversaux et la liberté des déplacements longitudinaux du tablier

Les cinq nervures en bois supportent une dalle de chaussée en béton armé non participante.

 
 
 
 
 
 
 
 
 
 
 

## Principales dimensions
- Longueur totale : 54,30 m
- Largeur du tablier : 10,20 m

## Principaux intervenants
- Maître d'ouvrage : Autoroutes du Sud de la France
- Mâtre d'œuvre : Scetauroute
- Architecte : Alain Spielmann et Arborescence SARL